# Militocodon
Militocodon è un genere estinto di mammifero euterio appartenente alla famiglia Periptychidae, un gruppo di ungulati arcaici noti come “condilartri”. Il genere è rappresentato dalla specie Militocodon lydae, descritta sulla base di un cranio parziale e mandibole articolate, oltre a un frammento dentario isolato, provenienti dall’area di Corral Bluffs, all’interno del Bacino di Denver, in Colorado. I fossili risalgono a circa 610 mila anni dopo l’estinzione di massa del Cretaceo-Paleogene (K–Pg), collocandosi nel Puercano 2, una suddivisione dell’età Puercana del Paleocene inferiore.

## Descrizione e classificazione
Con una massa corporea stimata tra 273 e 455 grammi, Militocodon lydae era un piccolo mammifero caratterizzato da una dentatura che mostra sinapomorfie tipiche della sottofamiglia Conacodontinae, pur conservando tratti plesiomorfici simili a quelli di generi più basali come Mimatuta e Maiorana. Queste caratteristiche suggeriscono che Militocodon rappresenti una forma primitiva di conacodontino.
L’anatomia del cranio di Militocodon mostra somiglianze con gli arctocionidi e altri mammiferi euteri primitivi. La struttura dentaria di Militocodon si inserisce in un morfoclino evolutivo che va dai periptichidi basali ai conacodontini più derivati, suggerendo una progressiva modifica dell'ipocono. Questa trasformazione potrebbe aver migliorato la capacità di taglio ortale e la frantumazione del cibo, piuttosto che una semplice masticazione basata sulla triturazione, segnalando un’importante innovazione nell’evoluzione della dieta di questi mammiferi.

## Distribuzione e habitat
I fossili di Militocodon provengono dall’area di Corral Bluffs, un sito noto per la conservazione eccezionale di vertebrati risalenti agli albori del Paleocene. Questo periodo è caratterizzato dalla rapida diversificazione dei mammiferi dopo l’estinzione di massa del K–Pg. I periptichidi, tra i gruppi di mammiferi più numerosi del Paleocene inferiore del Nord America, sono ben rappresentati nei depositi di Corral Bluffs.